# Tabanus semenovi
Tabanus semenovi är en tvåvingeart som beskrevs av Olsufjev 1937. Tabanus semenovi ingår i släktet Tabanus och familjen bromsar. Inga underarter finns listade i Catalogue of Life.